# Первісний корінь
Пе́рвісний ко́рінь за модулем {\displaystyle \ m} ― ціле число {\displaystyle \ g} таке, що
{\displaystyle g^{\phi (m)}\equiv 1\mod m}
та
{\displaystyle g^{\ell }\not \equiv 1\mod m} при {\displaystyle 1\leq \ell \leq \phi (m)-1,}
де {\displaystyle \ \phi (m)} ― функція Ейлера. Іншими словами, первісний корінь — це породжуючий елемент мультиплікативної групи кільця лишків за модулем {\displaystyle \ m}.
Для первісного кореня {\displaystyle \ g} його степені {\displaystyle \ g^{0}=1,g,\ldots ,g^{\phi (m)-1}} непорівнювані між собою за модулем {\displaystyle m} і породжують приведену систему лишків за модулем {\displaystyle m}.
Тому для кожного числа {\displaystyle \ a}, взаємно простого з {\displaystyle \ m}, знайдеться показник {\displaystyle \ell } ({\displaystyle 0\leq \ell \leq \phi (m)-1}) такий, що
{\displaystyle g^{\ell }\equiv a{\pmod {m}}.}
Таке число {\displaystyle \ell } називається індексом числа {\displaystyle \ a} за основою {\displaystyle \ g}.
Первісні корені існують не для всіх модулів, а тільки для модулів {\displaystyle \ m} виду
{\displaystyle \ m=2,4,p^{a},2p^{a},}
де {\displaystyle p>2} ― просте число. Тільки в цих випадках мультиплікативна група кільця лишків за модулем {\displaystyle \ m} є циклічною групою порядку {\displaystyle \ \phi (m)}.